# Michał Kondrat
Michał Kondrat, né le 13 septembre 1978 à Varsovie (Pologne), est un réalisateur, scénariste et producteur de films polonais.

## Biographie
Diplômé de l'École des hautes études commerciales de Varsovie en gestion et marketing, Michał Kondrat est économiste de formation. Il travaille, entre autres, en tant que directeur adjoint du bureau du conseil d'administration de la radio polonaise. En 2010-2014, au nom de Droit et justice (PiS), il est conseiller du district de Żoliborz et, en 2014-2018, il est conseiller à la capitale, Varsovie,. Depuis 2013, il dirige sa propre entreprise, Kondrat-Media, qui produit et distribue des films chrétiens.
Le premier documentaire qu'il a réalisé, Jak pokonać szatana (litt. Comment vaincre Satan), obtient en mai 2014 le Grand Prix au 29e Festival international du film de Niepokalanów. En 2015, il est consultant pour le film Pilecki. En 2018, il reçoit le Włodzimierz Pietrzak pour la « Promotion des valeurs évangéliques dans divers aspects de la vie publique ». Toujours en 2018, son film Dwie korony (litt. Deux couronnes) reçoit le Grand Prix du 33e Festival international du film de Niepokalanów.
Dwie korony est visionné dans les cinémas polonais par quelque 250 000 spectateurs, ce qui la place à la troisième place dans l'histoire de la cinématographie polonaise, en termes de fréquentation dans la catégorie des films documentaires.

## Filmographie
- 2013 : Jak pokonać szatana (réalisateur)
- 2014 : Matteo (réalisateur)
- 2017 : Dwie korony (documentaire - réalisateur)
- 2019 : Faustine, apôtre de la miséricorde (Miłość i miłosierdzie) (réalisateur, scénariste, producteur)
- 2020 : Entre ciel et terre (Czyściec) (réalisateur, scénariste, producteur)